# لوف صبغي
لوف صبغي (الاسم العلمي:Arum pictum) هو نوع من النباتات يتبع جنس اللوف من الفصيلة اللوفية.